# Мафия времён беззакония
 «Ма́фия времён беззако́ния» — документальная книга о расследовании наиболее громких коррупционных дел конца 1980-х, образец историко-документальной публицистики. Один из соавторов с 1983 года возглавлял самую большую следственную бригаду за всю историю Генеральной прокуратуры СССР, другой освещал работу следователей в центральной прессе и на ТВ (1987—1990). Тираж первого выпуска 200 000 экземпляров. Книжная новинка прогнозировлась экспертами как «сенсационная».
В книге озвучены имена высокопоставленных коррупционеров.

## История

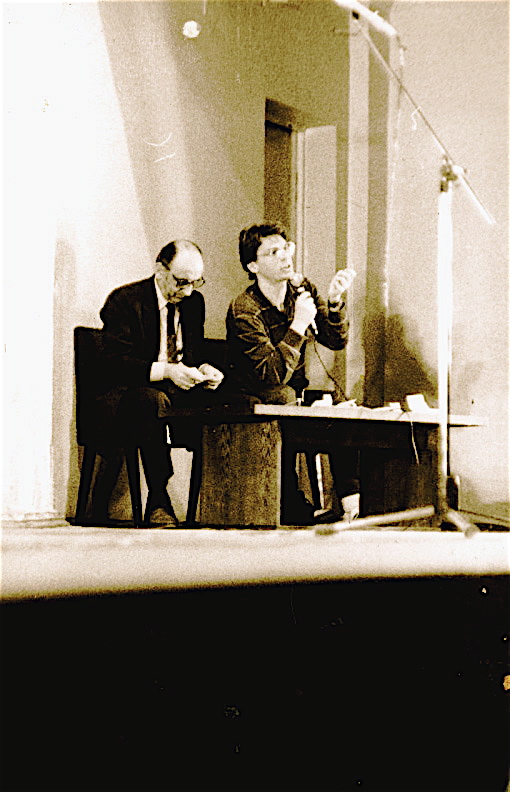
Авторы на творческом вечере в Останкино (осень 1990 г.)

Предисловие написал профессор Сурен Золян:

Гдляну не дали поставить последнюю точку в его блестяще начатой роли. Ушли от возмездия те, кого он разоблачал и как дотошный юрист, и как взрывной оратор. Но его не смогли ни купить, ни сломить, ни заставить замолчать, и при колоссальном неравенстве сил выстояв, он остался в народном сознании — победителем…". Позднее многие увидели в рукописи некий тайный конспирологический смысл: «Без сомнения, так называемое „узбекское дело“ ставило конечной целью не борьбу с коррупцией, а являлось звеном в цепи операций „кремлёвских глобалистов“ по развалу Советского Союза. Вместо того, чтобы начать „разминировать бомбу с замедленным действием“, каковой являлся вовсе не Узбекистан (и не Средняя Азия в целом), а Закавказье, кремлёвские политехнологи ловко переключили внимание общественности на самый спокойный и лояльный Центру регион»

Авторами была задумана трилогия «Кремлингейт». Но хотя первая книга («Пирамида-1», М., 1990) имела значительный резонанс и стотысячного тиража не хватило даже для удовлетворения заказов дистрибьюторов, «Пирамиду-2» опубликовать не удалось: столичные издательства столкнулись давлением властей: Эдуард Тополь вспоминает в своём «Московском полете»:

Читатели «Tokyo Readers Digest», куда я напишу об этой беседе, знают, что следователи Гдлян и Иванов обвинили Лигачева во взяточничестве, — про это писали все газеты мира. И всем интересно, что будет дальше. Гдлян открыл нижний ящик своего стола и вытащил какую-то толстую — страниц на 300 — книгу в новеньком тёмно-синем переплете, протянул мне. Я открыл обложку, на титульном листе значилось: "Тельман Гдлян и Евгений Додолев. ПИРАМИДА-1. Издательство «Юридическая литература», Москва, 1989. — Это материалы нашего «узбекского» дела. Уже написана «Пирамида-2» —московская, и должна быть «Пирамида-3» — кремлёвская. Евгений Додолев — мой соавтор, член Союза журналистов СССР. — Я его знаю, я работал с ним когда-то в «Комсомольской правде». Вы можете подарить мне эту книгу? — К сожалению, не могу. Это единственный экземпляр. Книгу запретили, весь набор рассыпали, издательство расторгает с нами договор. Чувствуя, что я упускаю из рук сенсационный материал, я со вздохом отдал ему книгу…

В доработанном виде (с купюрами относительно Политбюро ЦК КПСС и родственников Брежнева — Галины Брежневой и Юрия Чурбанова) и под иным названием, манускрипт удалось выпустить в Армении (хотя Армянская ССР на тот момент входила в СССР). Как значится в выходных данных, книга была напечатана по заказу Фонда прогресса, защиты прав человека и милосердия.
Как писал Фёдор Раззаков про Гдляна — «потом вместе с тем же Е. Додолевым [решил] написать вторую часть книги под названием „Мафия времен беззакония: армянское дело“».
Додолев в интервью Игорю Свинаренко (журнал «Медведь», 2003) признался, что гордится совместной с Гдляном «трилогией».
Самые рейтинговые книги, написанные в жанре историко-документальной публицистики эксплуатировали популярные темы. Здесь мы имеем и фактор подобного рода конъюнктуры, и убедительность фактуры. Рукопись даёт представление о предпосылках формирования новой политической элиты России в контексте борьбы отечественного криминалитета за власть. Текстовый контент рукописи мог стать сенсацией, если бы был обнародован до 1989 года. Однако к моменту релиза книги большинство наиболее скандальных материалов уже в той или иной степени было представлено широкой публике (главным образом в газетных и журнальных публикациях Евгения Додолева: именно этот факт объясняет реплики адвоката Андрея Макарова во время суда над Юрием Чурбановым; последний отказался впоследствии от встречи с журналистом в нижнетагильском лагере, что и было описано в одной из книг Андрея Караулова).

## Сюжет
Сюжетная линия как таковая прописана весьма условно и выстроена на хронологии ряда уголовных дел (коррупция в Узбекистане и Кремле: «Дело Чурбанова», «Хлопковое дело», etc.). Поскольку такого рода публицистика эксплуатирует т. н. факты-образы (с упором на первую составляющую), авторы аккуратно пользовались художественными приемами, исходя из положения, что образ всё же функционирует в соответствии с художественными законами, хотя и несёт в себе ряд признаков факта как категории гносеологической. При этом очевидно наличие хорошо прописанной интриги и вполне профессиональной фабулы. Плюс очевидная искренность знаменитых в ту эпоху соавторов.